# Kwintyllus
Kwintyllus, Marcus Aurelius Claudius Quintillus Augustus (zm. 270) – brat cesarza Klaudiusza II Gockiego, obwołany przez wojsko cesarzem w 270 roku.
Pochodzący podobnie jak Klaudiusz z Ilirii Kwintyllus rozwijał swoją karierę u boku brata, przypuszczalnie pełnił urząd gubernatora Sardynii. Podczas cesarskiej kampanii przeciwko Germanom pozostał w Akwilei celem zabezpieczenia Italii przez ewentualnym najazdem. Po śmierci Klaudiusza został natychmiast obwołany przez wojsko cesarzem, co zaaprobował senat.
Efemeryczne rządy Kwintyllusa według różnych źródeł trwały kilkanaście dni lub około dwóch-trzech miesięcy. Liczba monet, które wybito za jego panowania, świadczy raczej za dłuższym, kilkumiesięcznym panowaniem. Jeszcze za jego rządów armia Dunaju okrzyknęła nowym cezarem Aureliana. Na wieść o tym Kwintyllus popełnił samobójstwo lub został zamordowany przez własnych żołnierzy, którzy przeszli na stronę rywala.